# Pandanus brachus
Pandanus brachus är en enhjärtbladig växtart som beskrevs av Harold St.John. Pandanus brachus ingår i släktet Pandanus och familjen Pandanaceae. Inga underarter finns listade.